# سمات (ملكة)
سمات ، هي ملكة مصرية قديمة عاشت في الأسرة الأولى ، و كانت زوجة للملك دن ، و دفنت بالقرب منه في أبيدوس.
ولا يعرف عنها الكثير إلا ما جاء على لوحة اكتشفت بالقرب من قبر الملك دن ، و تحمل فيها ألقاب :
1. من ترى حور.
2. من تحمل ست.

و كل من اللقبين كان مرتبطاً بالملكات في الدولة القديمة. و سمات لم تكن الوحيدة التي تم التعرف عليها من هذه اللوحة الجنائزية ؛ فقد تم التعرف كذلك على اسمي الملكتين سشمت كا و سرت حور.
و حتى الحرب العالمية الثانية كانت هذه اللوحة الجنائزية في المتحف المصري في برلين (تحت رقم 15484) ، لكنها قد دمرت في غارات الحلفاء على المتحف أثناء الحرب.